# Roppolo
Roppolo – miejscowość i gmina we Włoszech, w regionie Piemont, w prowincji Biella.
Według danych na styczeń 2009 gminę zamieszkiwało 926 osób przy gęstości zaludnienia 106,4 os./1 km².